# Årdal
Årdal és un municipi situat al comtat de Vestland, Noruega. Té 5.359 habitants (2016) i la seva superfície és de 976,54 km². El centre administratiu del municipi és la població d'Årdalstangen, i l'altre principal localitat és Øvre Årdal. El municipi d'Årdal va ser creat el 1860 quan va ser separat del municipi de Lærdal.
Årdal és una comunitat industrial moderna, amb vincles amb la vella societat de l'agricultura i la pesca. Està envoltada de natura amb altes muntanyes i cascades. El clima és més suau i amb menys pluja del que és normal a la part occidental de Noruega. Årdal és un bon punt de partida per explorar la naturalesa salvatge del Parc Nacional de Jotunheimen, i amb les activitats d'estiu i d'hivern dins dels seus límits. La cascada de Vettisfossen (més alta de Noruega) es troba dins del municipi.

## Informació general

### Nom
La forma en nòrdic antic del nom era Árdalr. El primer element és el genitiu d'á que vol dir "riu" (en referència al riu Utla) i l'últim element és dalr que significa "vall". Fins al 1921, el nom va ser escrit Aardal.

### Escut d'armes

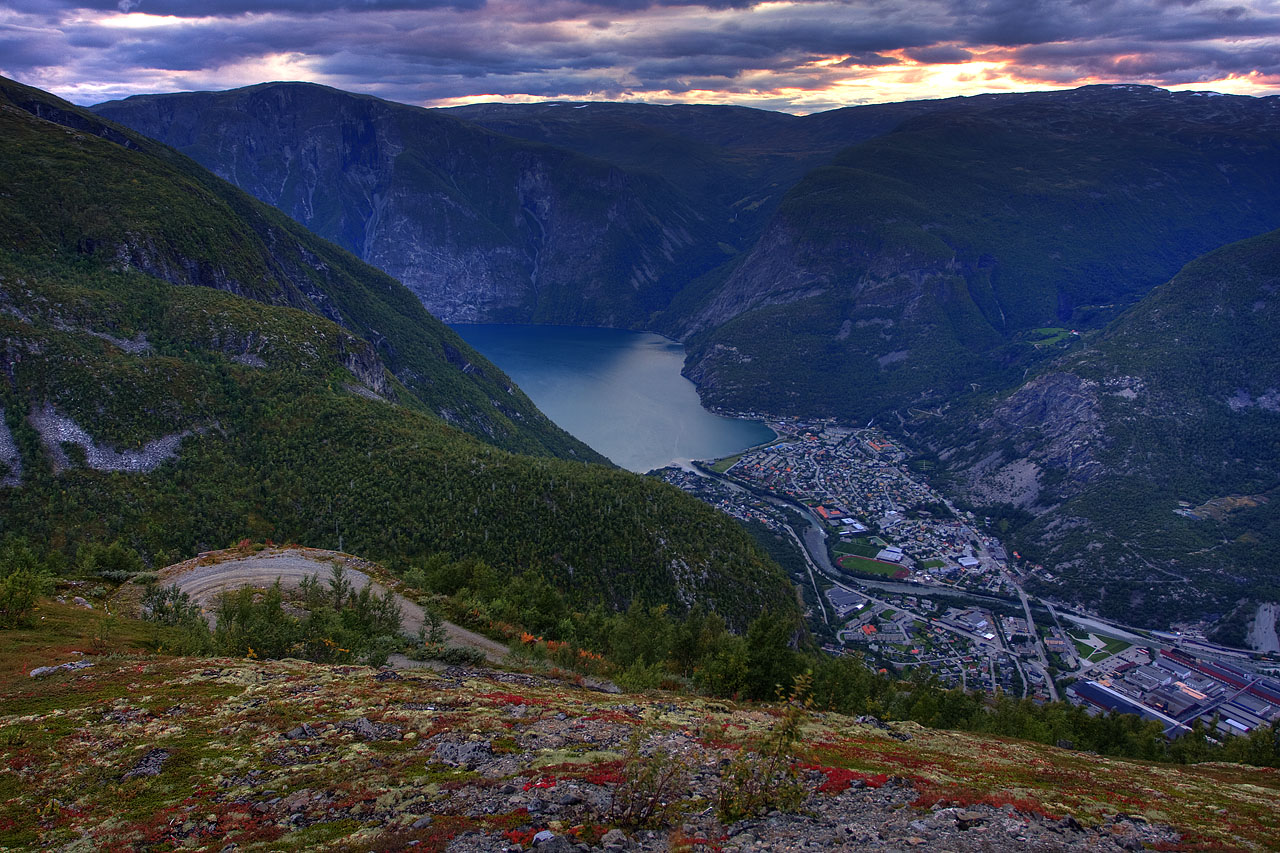
Vista aèria del llogaret d'Øvre Årdal.

L'escut d'armes va ser concedit el 9 d'agost de 1957. És de color vermell amb línies que fan ziga-zaga de color groc. L'economia local en el moment en què es basa principalment era la indústria pesant, i en aquell temps es necessitava una gran quantitat d'electricitat. Les línies ziga-zaga simbolitzen tant l'energia elèctrica com les indústries. Els colors van ser triats a l'atzar.

## Geografia

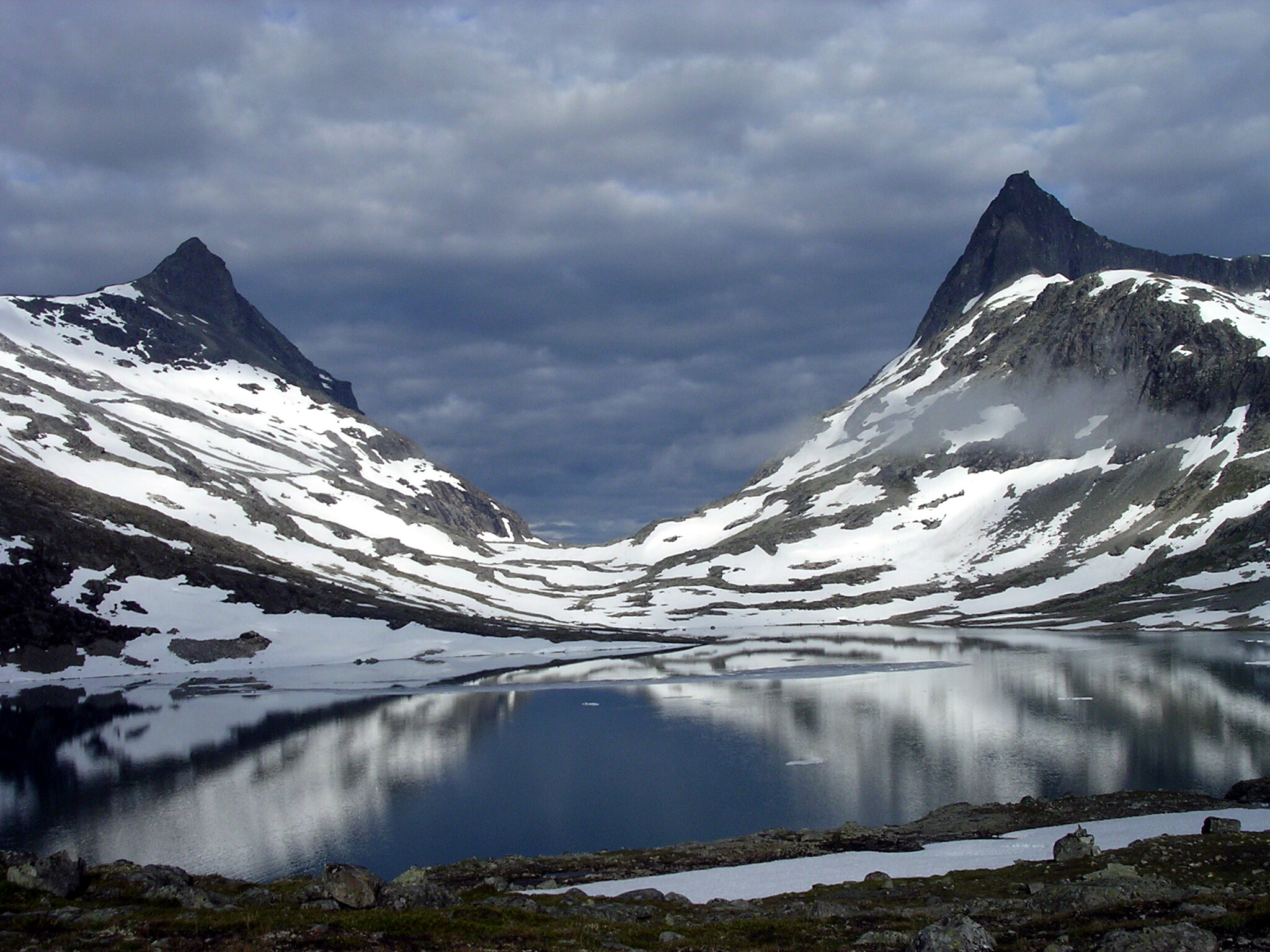
Les dues muntanyes a banda i banda de la vall es diuen Hjelledalstind (esquerra) i Falketind (dreta).

El municipi està situat a la part interior de l'Årdalsfjorden, una de les branques inicials del Sognefjorden, i és una porta d'entrada a les zones de muntanya de Jotunheimen i Hurrungane, així com a les muntanyes de Falketind, Store Austanbotntind, i Store Skagastølstind.
Hi ha dues àrees urbanes a Årdal: Årdalstangen i Øvre Årdal, amb una població total d'unes 5.700 persones. També hi ha poblets més petits disseminats pel terme municipal: Naddvik (Vikadalen), Nundalen, Indre Offerdal, Ytre Offerdal, Seimsdalen, Fardalen, Avdalen, Utladalen, Vetti, i Vettismorki. Årdal limita al nord i a l'oest amb el municipi de Luster, a l'est amb Vang (al comtat d'Oppland), i al sud amb Lærdal.

## Economia

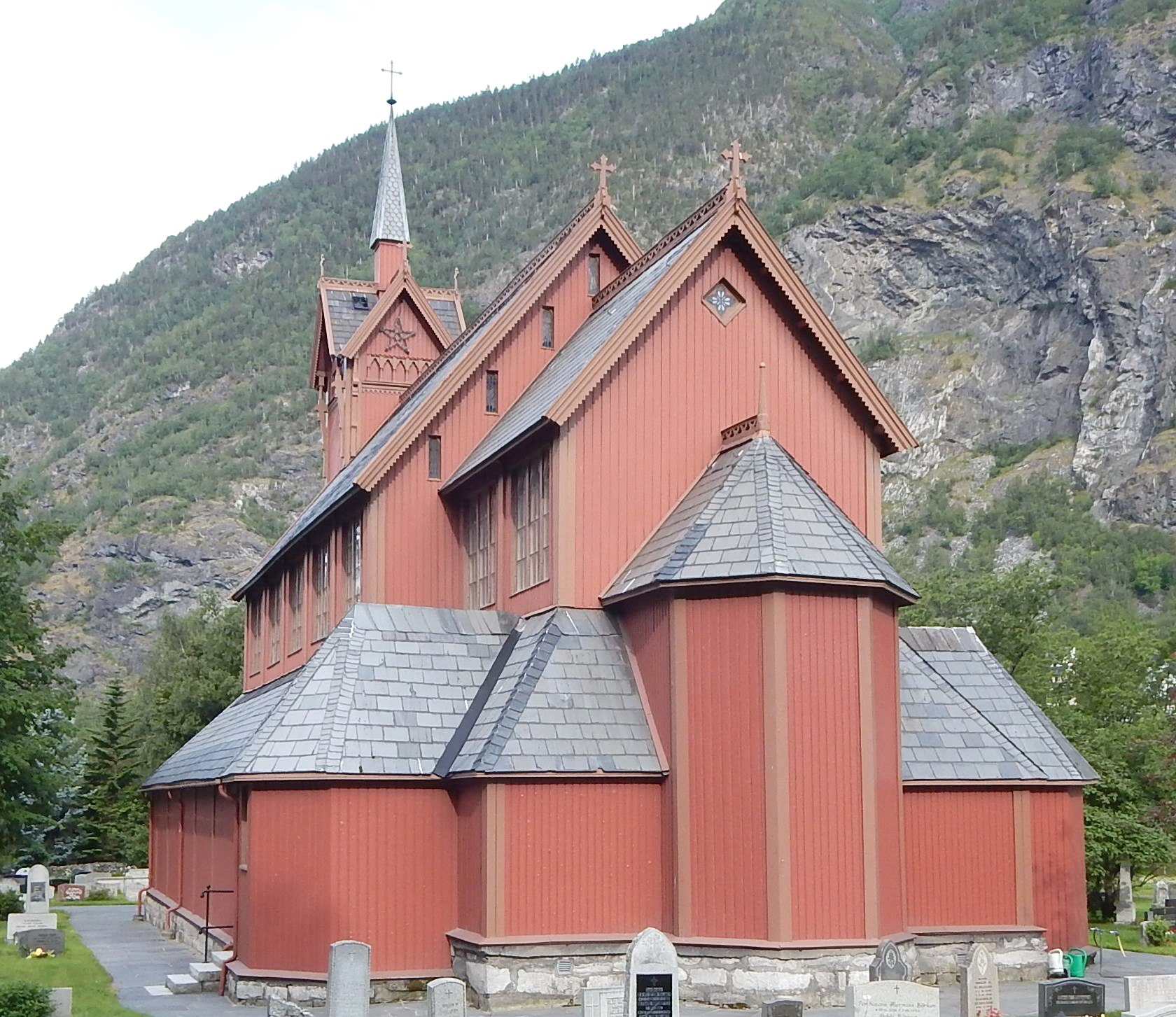
Església d'Årdal.

Årdal es va convertir en un símbol de la Noruega moderna després de la Segona Guerra Mundial. En pocs anys, Årdal va passar de ser una comunitat rural escassament poblada a esdevenir una petita ciutat al voltant de la planta d'alumini Årdal og Sunndal Verk. La construcció de la planta d'alumini d'Årdal va començar el 1941, un any després de l'ocupació nazi de Noruega. L'objectiu era construir una gran indústria de l'alumini per a reforçar la indústria de guerra alemanya. L'Estat noruec va confiscar la planta sense acabar a Årdal el 1945 al final de la guerra. La planta fou acabada pel govern i la producció va començar el 1948.
A Årdal, la fàbrica d'alumini produeix alumini semiacabat que passa a ser transformat en diversos productes en altres fàbriques. Durant els primers anys la major part de l'alumini es va exportar. Les indústries d'automòbils i avions eren els principals consumidors d'alumini. Alguns dels productes acabats es van utilitzar a Noruega, com l'equip de cuina Høyang, teteres i paelles.
El 1986, Årdal og Sunndal Verk es va fusionar amb Norsk Hydro sota el nom d'Hydro Aluminium AS.

## Atraccions

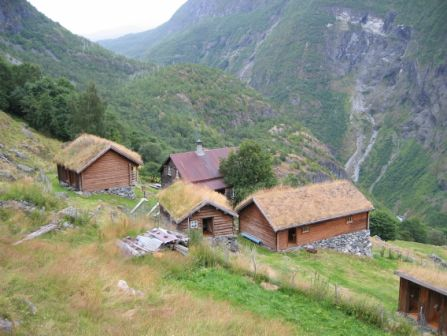
La granja d'Avdalen.

La cascada Vettisfossen, la més alta del nord d'Europa amb una caiguda lliure de 275 metres, va ser protegida el 1924. Prop d'aquesta cascada, a la vall d'Utladalen, hi trobem Vetti Gard og Turiststasjon, una granja de gran tradició del 1120, es troba en un entorn natural espectacular. La finca ha estat involucrada en el turisme des de principis del segle xix i ara serveix com una oficina d'informació turística i de cafeteria a l'estiu. La granja de muntanya Vettismorki és a prop.
L'àrea de protecció del paisatge d'Utladalen es va establir en conjunt amb el Parc Nacional de Jotunheimen. L'àrea conté diverses finques antigues i granges d'interès històric. Utladalen Naturhus és un centre natural situat a Skari, una antiga granja que va ser abandonada el 1970. El 1996 va començar a treballar en la restauració de l'antic paisatge cultural, i el centre Utladalen Naturhus va ser inaugurat al maig del 1998. Dirigit per la fundació Utladalen Naturhus, l'objectiu del centre és informar els visitants sobre la història natural i cultural d'Utladalen i del Jotunheimen oriental. El centre també inclou el Museu de Slingsby.
El Parc Nacional de Jotunheimen, establert el 1980, cobreix una àrea de 1.145 quilòmetres quadrats comprèn la serralada de Jotunheimen, que inclou el massís d'Hurrungane. Jotunheimen és una àrea popular per practicar senderisme a l'estiu i esquí a l'hivern, i el massís d'Hurrungane és molt popular entre els escaladors.